# ESLint
ESLint ist ein Programmierwerkzeug zur statischen Quellcode-Analyse. Es identifiziert problematische Stellen und Muster in JavaScript-Codezeilen. ESLint wurde 2013 von Nicholas C. Zakas entwickelt. Es ist ein Linting-Tool, bei dem alle Regeln konfigurierbar sind und zusätzliche Regeln definiert und gegebenenfalls zur Laufzeit geladen werden können. Es unterstützt auch das Linting der neuesten Versionen von JavaScript, ECMAScript 2015 und höher.

## Geschichte
Sowohl bei JSLint als auch bei JSHint fehlt die Möglichkeit, Regeln zur Überprüfung des Quellcodes anzulegen, zu konfigurieren und an individuelle Bedürfnisse anzupassen. Deshalb beschloss Nicholas C. Zakas im Juni 2013, nachdem er zur Entwicklung von JSHint beigetragen hatte, ein neues Programmanalyse-Werkzeug zu entwickeln, bei dem es auch möglich sein sollte, zusätzliche Regeln anzulegen, zu konfigurieren und zur Laufzeit zu laden.
Im April 2016 trat das ESLint-Projekt der jQuery Foundation bei. Im gleichen Jahr fusionierte die jQuery Foundation mit der Dojo Foundation um zur JS Foundation, einem Linux Foundation-Projekt, zu werden.
Im Oktober 2017 wurde das ESLint-Projekt durch sein Mentorship-Programm zum "Graduate Project" der JS Foundation befördert.
Schlussendlich wurde ESLint im März 2019 durch die Fusionierung der JS-Foundation und der Node.js-Foundation ein Bestandteil der OpenJS-Foundation.

## Integrationen/Aktuelle Entwicklungen
JetBrains bietet integrierte ESLint-Unterstützung in den integrierten Entwicklungsumgebungen WebStorm, PhpStorm und IntelliJ IDEA (aber nur in der Ultimate Edition) an. Hier wird jede Sourcecode-Datei gemäß den definierten Konfigurationswerten untersucht und der programmierenden Person gegebenenfalls Warnungen und Hinweise unmittelbar bei den beanstandeten Zeilen im Editor angezeigt.
Seit 2016 stellt das Vue.js-Project ein ESLint-Plugin zur Verfügung, mit dem man u. a. automatisch Vue.js-Templates validieren kann. Seit 2018 ist dieses Plugin auch Teil des Vue.js-Assistenten zum Anlegen eines Vue.js-Projekts.
Im Oktober 2018 veröffentlichte das React-Projekt (von Facebook entwickelt) ein offizielles ESLint-Plugin zur Unterstützung bei der Durchsetzung von Coding-Guidelines.
2021 ist ESLint der am weitesten verbreitete JavaScript-Linter und wird derzeit über 20,000,000 Mal pro Woche heruntergeladen.